# طبقه (لیبی)
طبقه (به عربی: طبقة) یک منطقهٔ مسکونی در لیبی است که در استان جبل‌الغربی واقع شده‌است. طبقه ۴۸۷ متر بالاتر از سطح دریا واقع شده‌است.